# Buxi
벅시(한국어: 벅시, 영어: buxi)는 스마트폰 애플리케이션을 통해 기사포함렌터카 예약 서비스를 제공하는 플랫폼으로, (주)벅시에서 서비스를 제공하고 있다.
2016년 대한민국에서 처음으로 "기사포함렌터카 중개 플랫폼"을 상용화했으며, 타다보다 2년 먼저 서비스를 시작하였다. 타타와 달리 합법적인 테두리 안에서 서비스를 제공하는 것이 특징이다. 
공항을 이동하는 사람들을 위해 공항 픽업/센딩 서비스를 주력으로 하고 있으며, 골프, 웨딩, 기업고객 의전/운행 등의 서비스도 제공하고 있다.
서울/경기지역을 시작으로 2022년 8월 기준 21만명의 가입자를 보유하고 있으며, 누적운행수 8만 7천건, 누적탑승객 27만 6천명에게 서비스를 제공하고 있다.
평창 동계 올림픽에 조직위원회 선정 공식 스마트모빌리티 업체로 선정되어 내/외국인에게 서비스를 제공하기도 했다.